# Dabrun
Dabrun is een plaats en voormalige gemeente in de Duitse deelstaat Saksen-Anhalt, en maakt deel uit van de Landkreis Wittenberg.
Dabrun telt 681 inwoners.